# Kościół św. Barbary w Dębicy
Kościół św. Barbary – drewniany kościół rzymskokatolicki, który znajdował się w Dębicy między obecnymi ulicami Kościuszki i Żuławskiego, w pobliżu miejsca, gdzie następnie było kino „Uciecha”. Rozebrany w 1831 roku.

## Historia
Kościół św. Barbary został zbudowany w 1651 roku, obok powstał również szpital dla ubogich oraz cmentarz. Był kościołem filialnym w parafii św. Jadwigi. Podczas potopu szwedzkiego został zniszczony, w 1705 został odbudowany. W 1789 dekretem cesarskim przestał pełnić funkcje religijne. Budynek kościoła przeniesiono na cmentarz parafialny, gdzie ostatecznie został rozebrany w 1831 roku.